# Erwein I de Leyen
Carlos Eugenio Damián Erwein, príncipe de Leyen y Hohengeroldseck (3 de abril de 1798 - 17 de mayo de 1879) fue un noble alemán residente en Baden, terrateniente bávaro y general de división.

## Vida
Nació el 3 de abril de 1798 en Wiesentheid, actual Baviera, hijo de Felipe Francisco von der Leyen (1766-1829), quien gobernó brevemente el Principado de Leyen y de Sofía Teresa Walpurgis von Schönborn (1772-1810) y. Su hermana, Amalia, era esposa del conde Louis Tascher de La Pagerie (primo hermano de la emperatriz francesa Josefina).
Tras el establecimiento de la Confederación del Rin en 1806, el Condado de Hohengeroldseck fue elevado a Principado, y su padre, Felipe Francisco, quien lo había sucedido como Conde de Hohengeroldseck en 1775, se convirtió en el primer Príncipe de Leyen y de Hohengeroldseck. Tras la disolución de la Confederación en 1813, el Principado de Leyen quedó bajo administración aliada desde mayo de 1814. Tras el Congreso de Viena el territorio fue cedido a Austria, pero fue vendido al Gran Ducado de Baden en 1819. Su padre conservó el título de Fürst (Príncipe), aunque ya sin Principado territorial.
Tras la muerte de su padre en 1829, heredó el título de Príncipe de Leyen y de Hohengeroldseck.

## Matrimonio e hijos

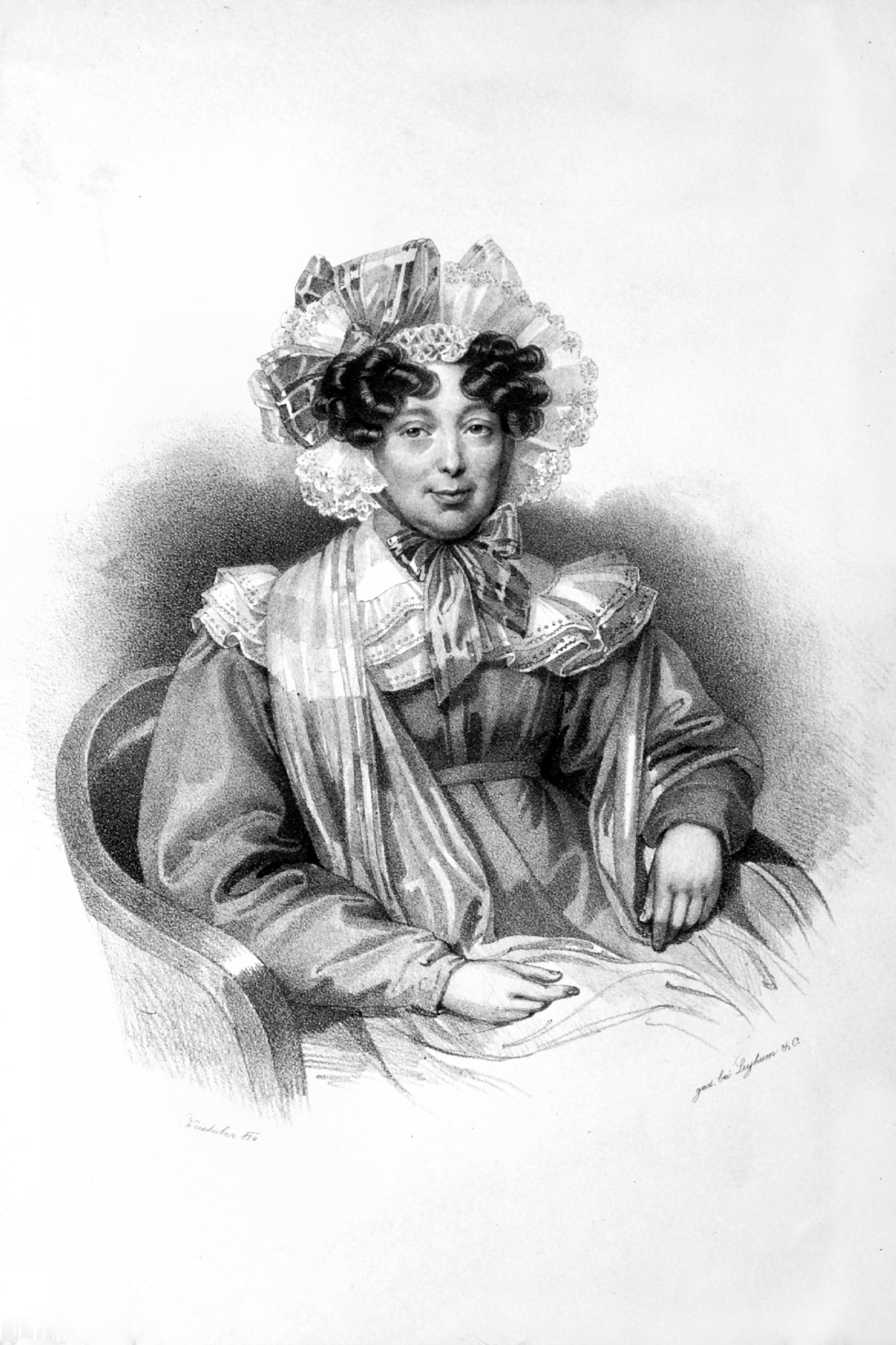
Litografía de Sofía Teresa de Schönborn-Buchheim, por Josef Kriehuber (1843)

Erwein se casó en 1818 con su doble prima hermana Sofía Teresa de Schönborn-Buchheim, hija de Francisco Felipe de Schönborn-Buchheim y Maria Sofía von der Leyen, tuvieron tres hijos:
- Felipe Francisco Erwein Teodoro von der Leyen (1819-1882), contrajo matrimonio con la princesa Adelaida Carolina de Thurn y Taxis, hija de Carlos Teodoro de Thurn y Taxis y Juliana Carolina von Einsiedel.[3]
- Francisco Luis Erwein Damián von der Leyen (1821-1875), mayor bávaro à la suite[3]
- Amalia Sofía María Erwina Carolina Luisa von der Leyen (1824-1857)[4]